# Аканф
Аканф (Акант, др.-греч. Ἄκανθος) — древний город на полуострове Акта (ныне Айон-Орос), у Аканфского залива (ныне Иерисос, Акантиос) Эгейского моря, близ вырытого Ксерксом канала.

## История города
О дате основания города нам известно благодаря античному историку Фукидиду. Он относит это событие к VII веку до н. э., основание города Фукидид приписывает переселенцам из Андроса. По версии другого античного историка Плутарха, среди переселенцев были как жители Андроса, так и жители города Халкида. Жители города Аканф предпочли не вступать в войну за город с переселенцами. По сообщению Плутарха, они просто покинули город. Вновь прибывшие решают отправить своих представителей, для того чтобы они нашли место пригодное для проживания. Послы отправились на поиски, вскоре ими был обнаружен пустующий город. Нужно было решить кто же поселится в нём — жители Андроса или Халкиды. Спор был решён следующим образом: город будет принадлежать тем, чей посланник раньше доберётся до него. Прибегнув к хитрости в споре, побеждает житель Андроса, он бросил копьё в ворота города, когда соперник начал его опережать.
В середине VI века до н. э., во время Персидской войны, жители города, по сообщению Фукидида, оказывали активную поддержку персам.
После окончания войны Аканф становится членом Афинского морского союза, выплачивая дань в три таланта. В 424 году до н. э., после взятия города спартанским полководцем Брасидом, Аканф становится одним из союзников Спарты.

## Римский период
Согласно сообщению Тита Ливия, Аканф подвергался многочисленным атакам римского флота во время Второй Македонской войны, а в 168 году до н. э. город был захвачен и разграблен римлянами. Позже город был восстановлен, римляне селили на его территории ветеранов.
В I в. н. э. Аканф был переименован в Иерисос.

## Иериссос
Летом 1425 года Иериссос попал под власть Османской империи. В 1821 году Иериссос принимал активное участие в войне за независимость Греции, за это Иериссос был сожжен турками, большая часть населения перебита.
В 1932 году в результате сильного землетрясения деревня была разрушена. Новый город был построен недалеко от прежнего места.

## Руины античного города
Остатки крепостной стены и постройки эллинистического периода, заброшенная церковь византийского периода, это все что осталось от древнего горда Аканф.

## Некрополи
Раскопки на территории города не проводились. Однако, в 1973 году были начаты раскопки некрополей. С момента начала археологических работ было найдено 600 могил. Учёные предполагают, что кладбище использовалось жителями города на протяжении долгого времени: с архаического периода до завоевания города римлянами.